# Dirka po Hrvaški
Dirka po Hrvaški (uradno Tour of Croatia, tudi CRO Race) je moška etapna kolesarska dirka razreda 2.1 in del UCI Europe Tour, ki poteka s presledki od leta 1994. Prvotno je dirka potekala v aprilu in je veljala za pripravljalno dirko pred Dirki po Italiji, od leta 2019 pa poteka v oktobru. Organizator dirke je nekdanji kolesar Vladimir Miholjević, ki je dirko leta 1998 dobil. Prvi zmagovalec je postal Veceslav Orel, nobenemu od kolesarjev ni uspelo na dirki zmagati več kot enkrat. Štart dirke v aktualni obliki je v Osijeku, cilj pa v Zagrebu po petih ali šestih etapah.

## Zmagovalci
| Leto      | Zmagovalec                                          | Drugouvrščeni                                       | Tretjeuvrščeni                                      |
| --------- | --------------------------------------------------- | --------------------------------------------------- | --------------------------------------------------- |
| 1994      | Veceslav Orel                                       |                                                     |                                                     |
| 1995      | Iztok Melanšek                                      |                                                     |                                                     |
| 1996      | Sandi Papež                                         |                                                     |                                                     |
| 1997      | Andrej Mizurov                                      |                                                     |                                                     |
| 1998      | Vladimir Miholjević                                 | Bogdan Ravbar                                       | Robert Bartko                                       |
| 1999      | Gregor Tekavec                                      | Hrvoje Bošnjak                                      | Joachim Ladler                                      |
| 2000      | Martin Derganc                                      | Igor Kranjec                                        | Vladimir Miholjević                                 |
| 2001      | Simone Mori                                         | Michael Rasmussen                                   | Hrvoje Miholjević                                   |
| 2002-2006 | ni potekala                                         | ni potekala                                         | ni potekala                                         |
| 2007      | Radoslav Rogina                                     | Matej Stare                                         | Mitja Mahorič                                       |
| 2008-2014 | ni potekala                                         | ni potekala                                         | ni potekala                                         |
| 2015      | Maciej Paterski                                     | Primož Roglič                                       | Sylwester Szmyd                                     |
| 2016      | Matija Kvasina                                      | Jesper Hansen                                       | Víctor de la Parte                                  |
| 2017      | Vincenzo Nibali                                     | Jaime Rosón                                         | Jan Hirt                                            |
| 2018      | Kanstancin Sivcov                                   | Pieter Weening                                      | Jevgenij Gidič                                      |
| 2019      | Adam Yates                                          | Davide Villella                                     | Víctor de la Parte                                  |
| 2020      | odpoved zaradi Pandemije koronavirusne bolezni 2019 | odpoved zaradi Pandemije koronavirusne bolezni 2019 | odpoved zaradi Pandemije koronavirusne bolezni 2019 |
| 2021      | Stephen Williams                                    | Markus Hoelgaard                                    | Mick van Dijke                                      |
| 2022      | Matej Mohorič                                       | Jonas Vingegaard                                    | Oscar Onley                                         |
| 2023      | Orluis Aular                                        | Alexander Kristoff                                  | Ethan Hayter                                        |
| 2024      | Brandon McNulty                                     | Tobias Lund Andresen                                | Fred Wright                                         |